# Dave Farrell
David Michael Farrell, často přezdívaný Phoenix (* 8. února 1977) je americký hudebník a baskytarista americké rockové skupiny Linkin Park.

## Mládí
Narodil se v Plymouthu ve státě Massachusetts, ale v pěti letech přestěhoval do Mission Viejo v Kalifornii. Na střední škole ho matka naučila hrát na kytaru, také hrál na housle. Navštěvoval Kalifornskou univerzitu, kde bydlel s budoucím spoluhráčem Bradem Delsonem. Vystudoval filozofii.

## Kariéra

### Tasty Snax
Během studia na střední škole se připojil ke křesťanské ska punkové kapele Tasty Snax, která se později přejmenovala na The Snax. Přešel z elektrické kytary na baskytaru. V kapele působil jeho dlouholetý kamarád ze studií Mark Fiore, který se podílel i na tvorbě různých videoklipů pro Linkin Park. Kapela nahrála dvě studiová alba a jedno kompilační album a podepsala smlouvu s vydavatelstvím Screaming Giant Records. Kapelu opustil v roce 2000.

### Linkin Park
Připojil se ke skupině Xero, první inkarnaci Linkin Park. V roce 1997 se podílel na stejnojmenné demokazetě kapely, ale projekt opustil, aby mohl koncertovat s Tasty Snax. Farrellovo místo dočasně zaplnili Delson, Ian Hornbeck a Scott Koziol, kteří se podíleli na debutovém albu Linkin Park Hybrid Theory. Do Linkin Park se vrátil po roční pauze v roce 2000, kdy působil jako baskytarista na šesti ze sedmi studiových alb kapely. Spolu s Bradem Delsonem a Robem Bourdonem se podílel také na řízení obchodních operací kapely.
Linkin Park přerušili činnost po smrti Chestera Benningtona v roce 2017. Rozhodl se nepromluvit na Benningtonově smutečním obřadu, protože prý nebyl schopen plně vyjádřit své pocity slovy.
Farrell a Linkin Park se po sedmileté pauze v roce 2024 vrátili k práci na novém albu From Zero a na turné.

## Osobní život
Je vášnivý golfista. Se svým nejlepším přítelem a profesionálním golfistou Brendanem Steelem a režisérem Markem Fiorem natáčí vlastní podcast.

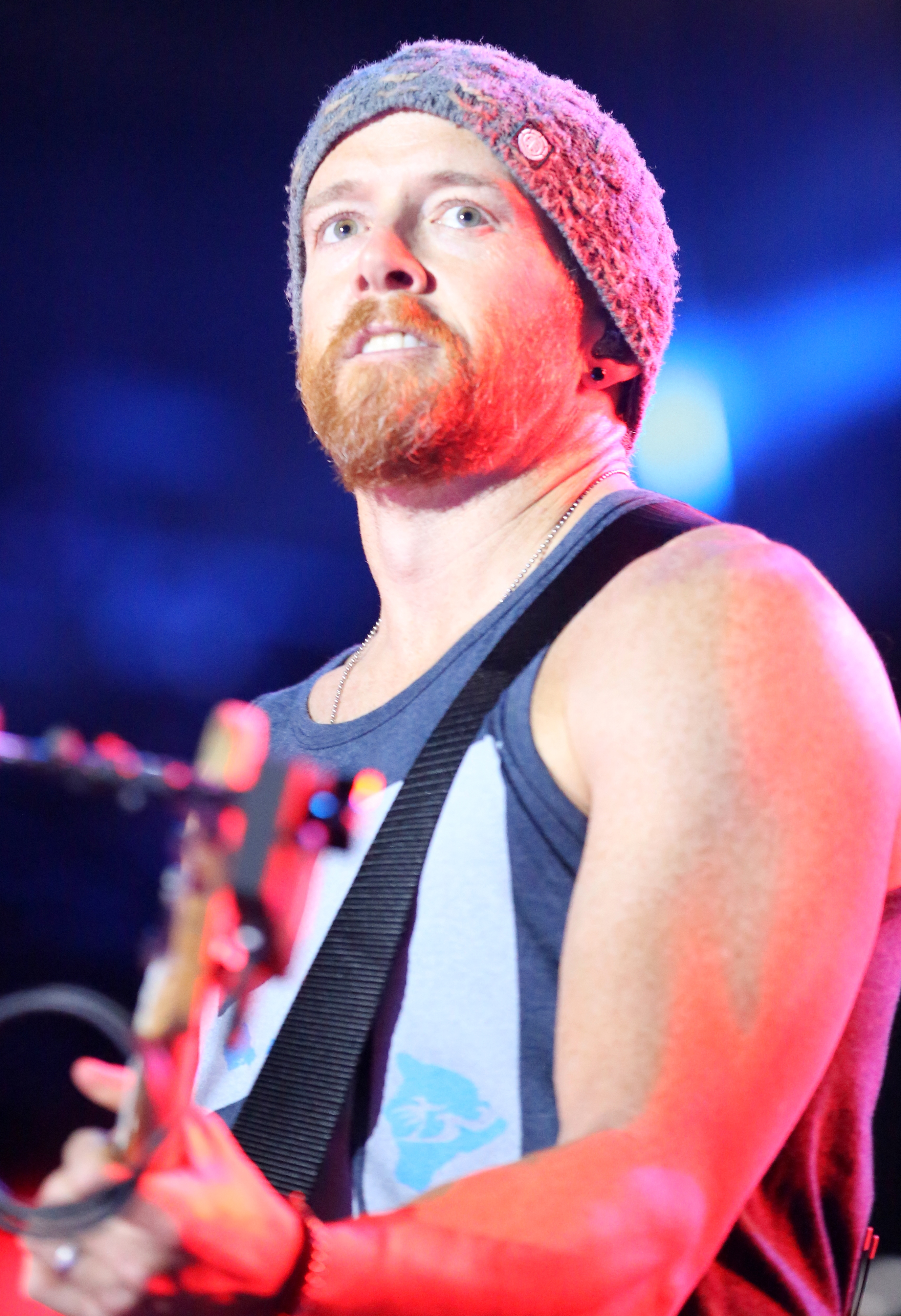
Dave Farrell v roce 2014

## Diskografie

### Linkin Park
- Reanimation (2002)
- Meteora (2003)
- Minutes to Midnight (2007)
- A Thousand Suns (2010)
- Living Things (2012)
- The Hunting Party (2014)
- One More Light (2017)
- From Zero (2024)[11]

### Tasty Snax
- Run Joseph Run (1998)
- Snax (2000)